# Планета-Университет
"Планета-Университет" — российский мужской баскетбольный клуб из Ухты, республика Коми, выступающий в суперлиге.

## История
В Ухтинском государственном техническом университете (ранее — Ухтинский индустриальный институт, УИИ) баскетбол стал культивироваться с 70-х годов.
Первое «выездное» выступление студентов УИИ состоялось в 1971 году в Коми государственном пединституте. В составе команды были: В. Мяндин, Г. Рочев, И. Карпов, Ю. Фролов. Тренерами в это время были Е. Ф. Крейнин, В. Г. Черников.
В последующие годы баскетболисты УИИ успешно выступали на городских и республиканских соревнованиях.
В составе команды (октябрь 1974 года, г. Инта): В. Людзимин, В. Кузнецов, Ю. Фролов, Эногели, Г. Карпов, В. Мяндин, А. Стромцов, В. Шаганов.
С 1992 года сборную УИИ представляла команда «Кортас», которая стала участником игр во второй лиге Чемпионата России среди мужских команд.
С 1994 года Ухтинский индустриальный институт представляла команда «Мастер-Имидж». Выступая в Чемпионате России I лиги, с 1996 года команда «Мастер-Имидж» участвует в Чемпионатах России среди команд мастеров. В сезоне 1999—2000 г. команда заняла 8 место в Чемпионате России I лиги.
В сезоне 2000—2001 г. — 14 место в Чемпионате России I лиги.
В 2001—2002 г. — команда заняла 21 место в Чемпионате России I лиги.
D 2002 год на основе команды «Мастер-Имидж» баскетбольная команда носит название «Планета-Университет». В 2004 году на базе команды был создан баскетбольный клуб «Планета-Университет». В команду был приглашен заслуженный тренер России Туманов Дмитрий Павлович. По итогам сезона команда заняла 6 место из 12 команд в Чемпионате России среди мужских команд Высшей лиги дивизион «Б». В 2004—2005 году команда «Планета-Университет», выступая на Чемпионате России среди мужских команд Высшей лиги дивизион «Б» заняла 4 место из 11 команд. В сезоне 2005—2006 г.г. команда стала бронзовым призером Чемпионата России среди мужских команд Высшей лиги дивизион «Б». В 2006—2007 году, выступая первый год в Чемпионате России среди мужских команд Высшей лиги дивизион «А», команда «Планета-Университет» заняла 9 место. В сезоне 2007—2008 г. команда заняла 13 место в Чемпионате России среди мужских команд Высшей лиги дивизион «А». В 2008—2009 г. — 10 место в Чемпионате России среди мужских команд Высшей лиги дивизион «А».
В сезоне 2009—2010 гг. баскетбольный клуб «Планета-Университет» выступает в Чемпионате России среди мужских команд Высшей лиге Дивизион «Север».
С сезона 2010—2011 гг. баскетбольный клуб «Планета-Университет» выступает в Чемпионате России по баскетболу среди мужских команд в высшей лигеДивизион «А».
С 2012 года выступает в суперлиге
19.08.2013 Появилась информация о возможном переходе команды на сезон 2013/14 в Высшую лигу
19.10.2013 во время баскетбольного праздника «Спорт-Фест» было официально объявлено о сотрудничестве с обществом Динамо и о переименовывании команды в сезоне 2014/15 в «Динамо Планета-Университет».

## Инфраструктура
Домашние игры баскетбольный клуб «Планета-Университет» проводит на арене универсального спортивного комплекса «Буревестник».
СК «Буревестник» расположен недалеко от проспекта Космонавтов — одной из центральных улиц г. Ухты.
Спортивный комплекс вмещает 600 зрителей, для которых созданы максимально комфортные условия: уютные кресла, удобные подходы, бесплатный Wi-Fi. С любого места на трибуне отлично видна игровая площадка. Зал оснащен двумя электронными табло, отличным освещением и акустической системой.
Восстановление после игр, подготовку к матчам, а также предсезонные сборы баскетбольный клуб «Планета-Университет» проводит на базе отдыха «Планета-Университет», расположенного в 15 км от города в сосновом лесу около реки Ухта. На базе есть все необходимые условия для полноценной подготовки к играм.